# Chiesa di Sant'Antoniello del Sangue di Cristo ai Ventaglieri
La chiesa di Sant'Antoniello del Sangue di Cristo ai Ventaglieri è una chiesa monumentale di Napoli ubicata in vico Sottomonte ai Ventaglieri.

## Storia e descrizione
La chiesa fu fondata nel XVII secolo dalla confraternita Santissimo Sangue di Cristo in un'area di confine della città. Fu citata per la prima volta nella guida settecentesca del Sigismondo, in questo periodo fu restaurata una prima volta. Nel 1858 fu citata dal Chiarini che vi testimoniò la presenza della confraternita dei Pittori, notizia confermata anche dal Galanti successivamente.
Il piccolo edificio, che rivestì una certa importanza nella zona, presenta una facciata molto semplice; è caratterizzata da un portale in piperno sormontato da un finestrone termale che sfonda parzialmente la trabeazione di coronamento. L'interno, ad aula, è caratterizzato dalla semplicità delle decorazioni neoclassiche. A destra della chiesetta sorge un ambiente ausiliario, con accesso indipendente su strada, utilizzato come seconda chiesa; esso non è caratterizzato da decorazioni significative.